# هيرنان ساينز خيمينيز
هيرنان ساينز خيمينيز (بالإسبانية: Hernán Sáenz Jiménez)‏ هو اقتصادي كوستاريكي، ولد في 1944.